# Pseudoips amarilla
Pseudoips amarilla är en fjärilsart som beskrevs av Max Wilhelm Karl Draudt 1950. Pseudoips amarilla ingår i släktet Pseudoips och familjen trågspinnare. Inga underarter finns listade.